# 清洲城

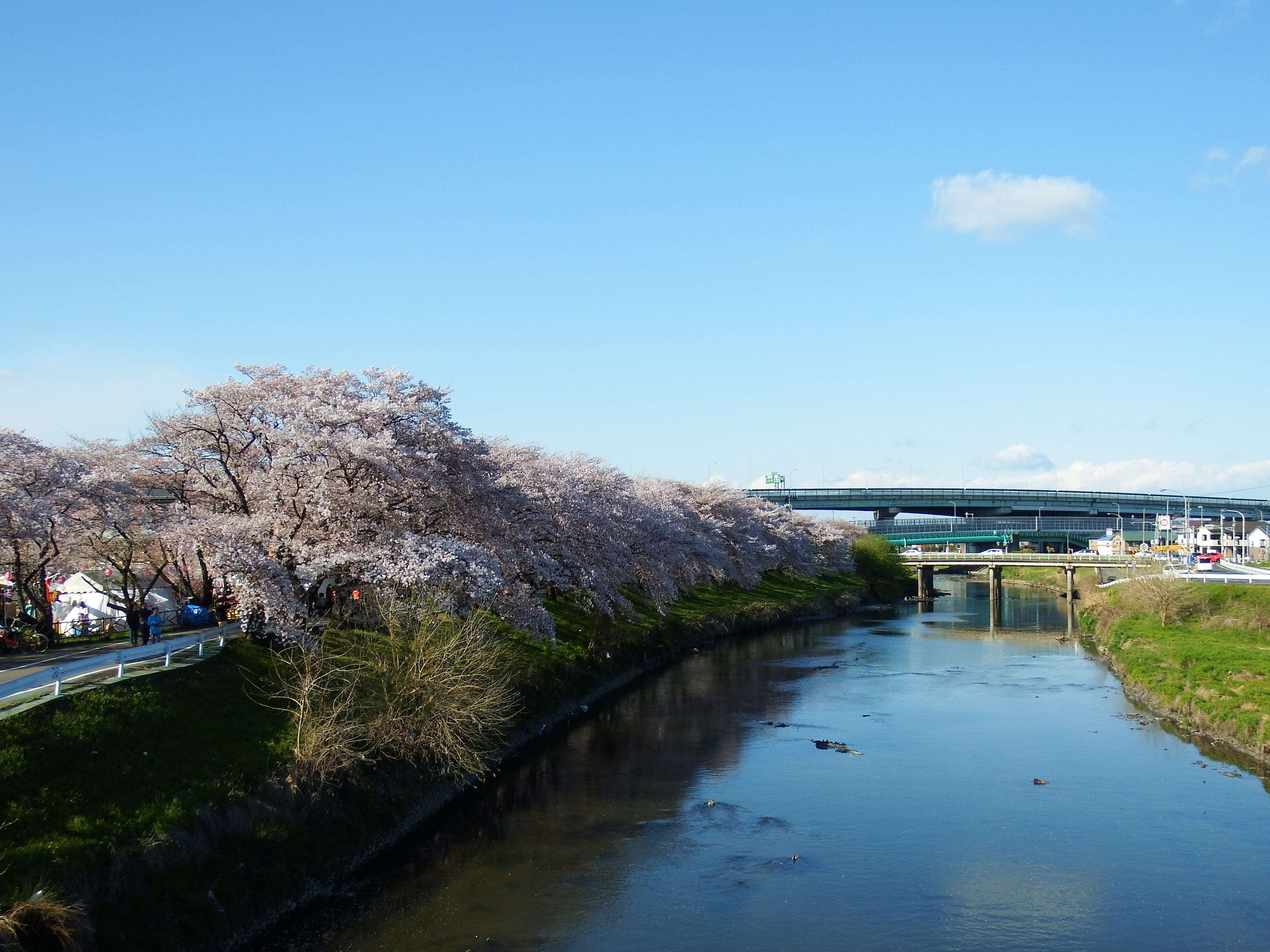
五条川と河畔に植えられている桜。

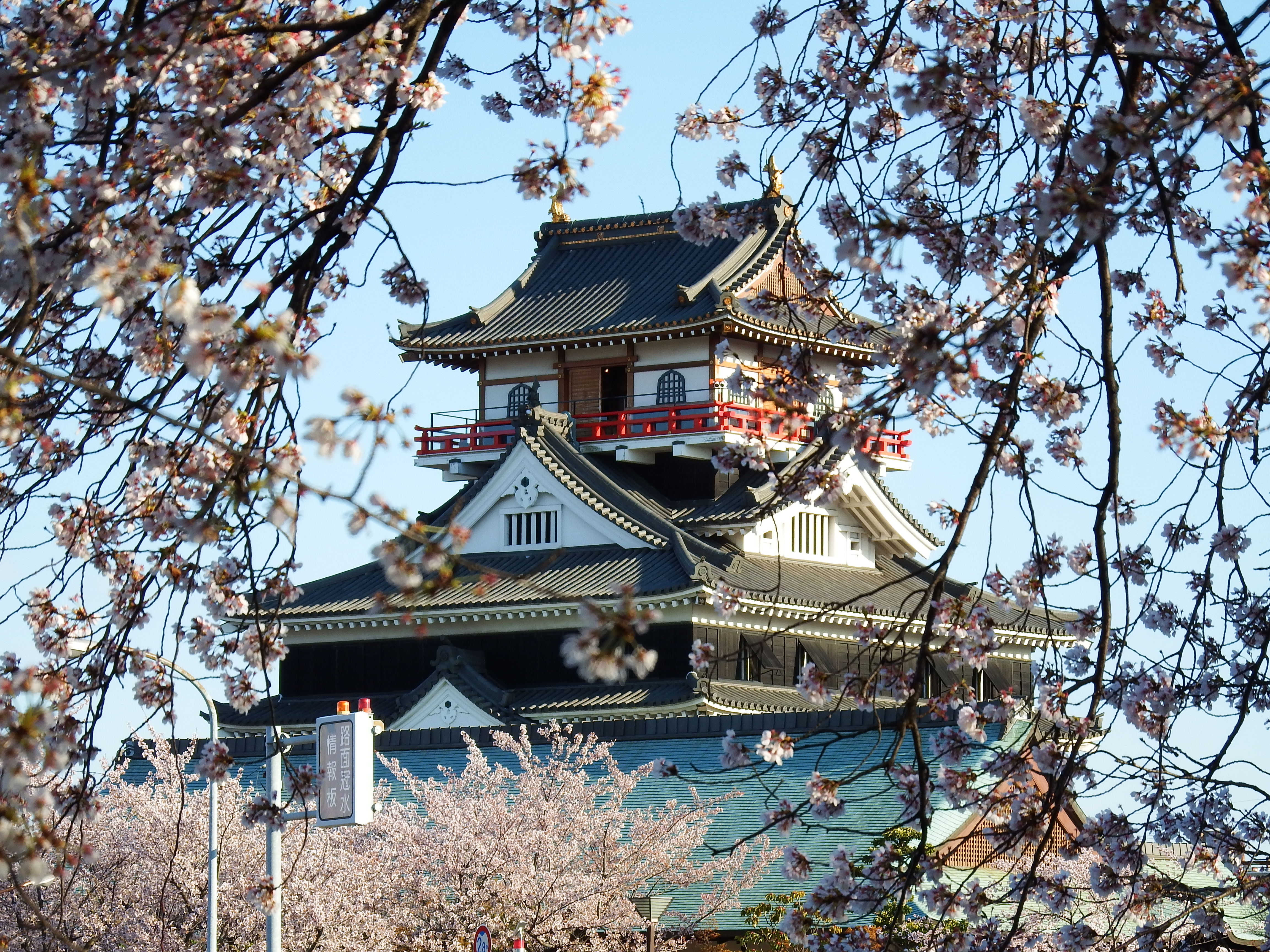
清洲城と桜

清洲城（きよすじょう）は、尾張国春日井郡清須（現愛知県清須市一場）にあった日本の城。尾張国の中心部に位置し、一時期尾張国の守護所として栄え、京鎌倉往還と伊勢街道が合流し中山道にも連絡する交通の要所として重視された。
 

## 歴史
応永12年（1405年）、尾張・遠江・越前守護の管領斯波義重によって築城された。または永和元年（1375年）ともされる。当初は、尾張守護所である下津城の別郭として建てられたが、文明8年（1476年）に守護代織田家の内紛により下津城が焼失し、文明10年（1478年）に守護所が清洲城に移転することで尾張国の中心地となった。一時期、「織田弾正忠家」の当主織田信秀が清須奉行として居城した以外は常に清洲織田氏（織田大和守家）の居城としてあり、尾張下四郡を支配する守護代織田家の本城として機能した。
織田信秀が古渡城に拠点を移すと守護代織田信友が入城したが、弘治元年（1555年）織田信長と結んだ織田信光によって信友が殺害され、以降信長が那古野城から移って大改修を加えた後、本拠として居城した。信長は、この城から桶狭間の戦いに出陣するなど、約10年間清須を居城とした。1562年（永禄5年）には信長と徳川家康との間で同盟がこの城で結ばれた（清洲同盟）。永禄6年（1563年）には美濃国斎藤氏との戦に備えて小牧山城に移り、以後は番城となった。
天正10年（1582年）の本能寺の変で信長が斃れると、清洲城にて清洲会議が行われ、城は次男・織田信雄が相続した。天正14年（1586年）に信雄によって2重の堀の普請、大天守・小天守・書院などの造営が行われている。小田原征伐後の豊臣秀吉の国替え命令に信雄が逆らって除封され、豊臣秀次の所領に組み込まれた後、文禄4年（1595年）には福島正則の居城となった。
慶長5年（1600年）の関ヶ原の戦いの折りには、東軍の後方拠点として利用され、戦後は安芸に転封した福島正則に代わり徳川家康の四男・松平忠吉が入るが、忠吉が関ヶ原の戦傷がもとで病死すると慶長12年（1607年）には家康の九男徳川義直が入城し、清洲藩の本拠となった。
慶長14年（1609年）徳川家康によって、清須から名古屋への遷府が指令されると、慶長15年（1610年）より清須城下町は名古屋城下に移転された（清洲越し）。清須城も名古屋城築城の際の資材として利用され、特に、名古屋城御深井丸西北隅櫓は清須城天守の資材を転用して作られたため「清須櫓」とも呼ばれる。慶長18年（1613年）名古屋城の完成と城下町の移転が完了したことにより廃城となった。

## 現在の清洲城
現在、城跡は開発によって大部分は消失し、さらに東海道本線と東海道新幹線に分断されており、現在は本丸土塁の一部が残るのみである。東海道本線以南の城跡（清洲公園）に信長の銅像が、以北の城跡（清洲古城跡公園）に清洲城跡顕彰碑がある。なお、現在城址のすぐ横を流れる五条川の護岸工事の際に発掘された石垣の一部が、公園内に復元されている。
現在の天守は、平成元年（1989年）に旧・清洲町の町制100周年を記念して、清洲城跡に隣接する清須市清洲地域文化広場内に建設された鉄筋コンクリート造の模擬天守である。創建当時の絵図が残っていないため、その規模も不明である。そのため、外観や規模は、実在した当時を想像して設計された。建造された天守は、桃山時代の城を再現するデザインで、江戸時代の漆喰塗廻の白い城とは異なる、装飾に富んだ姿となっている。
また、清洲城の天守または小天守の部材を転用または、移築したものとされる名古屋城御深井丸西北隅櫓は現存し重要文化財に指定されている。尾張旭市の良福寺山門は裏門を移築したものと言われ、市の文化財に指定されている。また、名古屋市の含笑寺と長久寺の山門も移築された門として伝わっている。清洲城の障壁画は一部が總見寺に移されて現存し、愛知県指定有形文化財（絵画）に指定されている。崇福寺にも清須城の鯱と伝わっているものがある。
平成23年に行われた周辺の発掘調査で平安時代の集落跡、清州城下町時代の跡、清須宿時代の遺構や遺物が発見された。
なお、2010年1月に清須市の「清須越四百年事業」のPR役としてフィギュアスケート選手織田信成が清洲城の名誉城主に就任している（任期は1年間）。

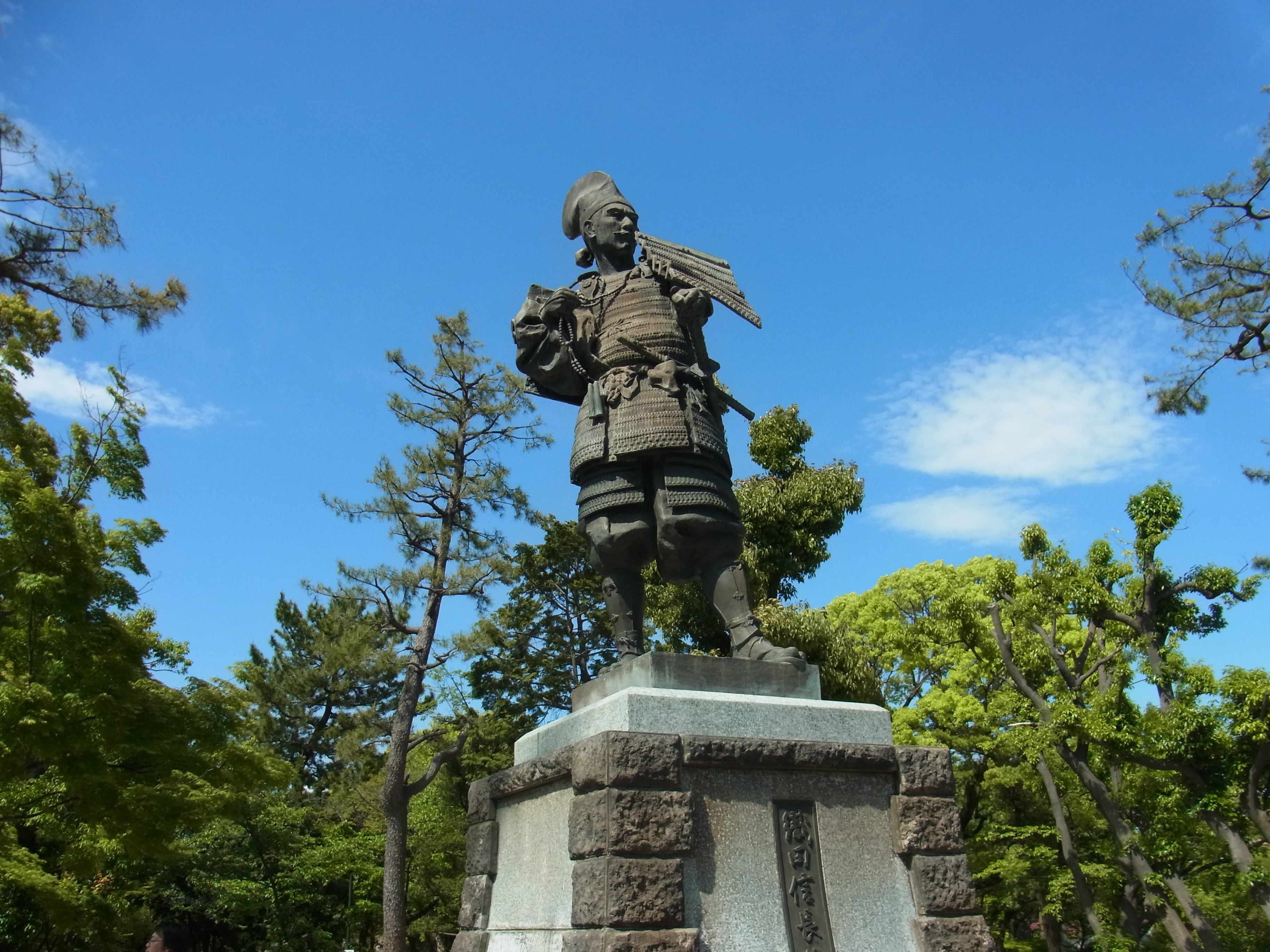
織田信長 銅像 （愛知県清須市、清洲公園）
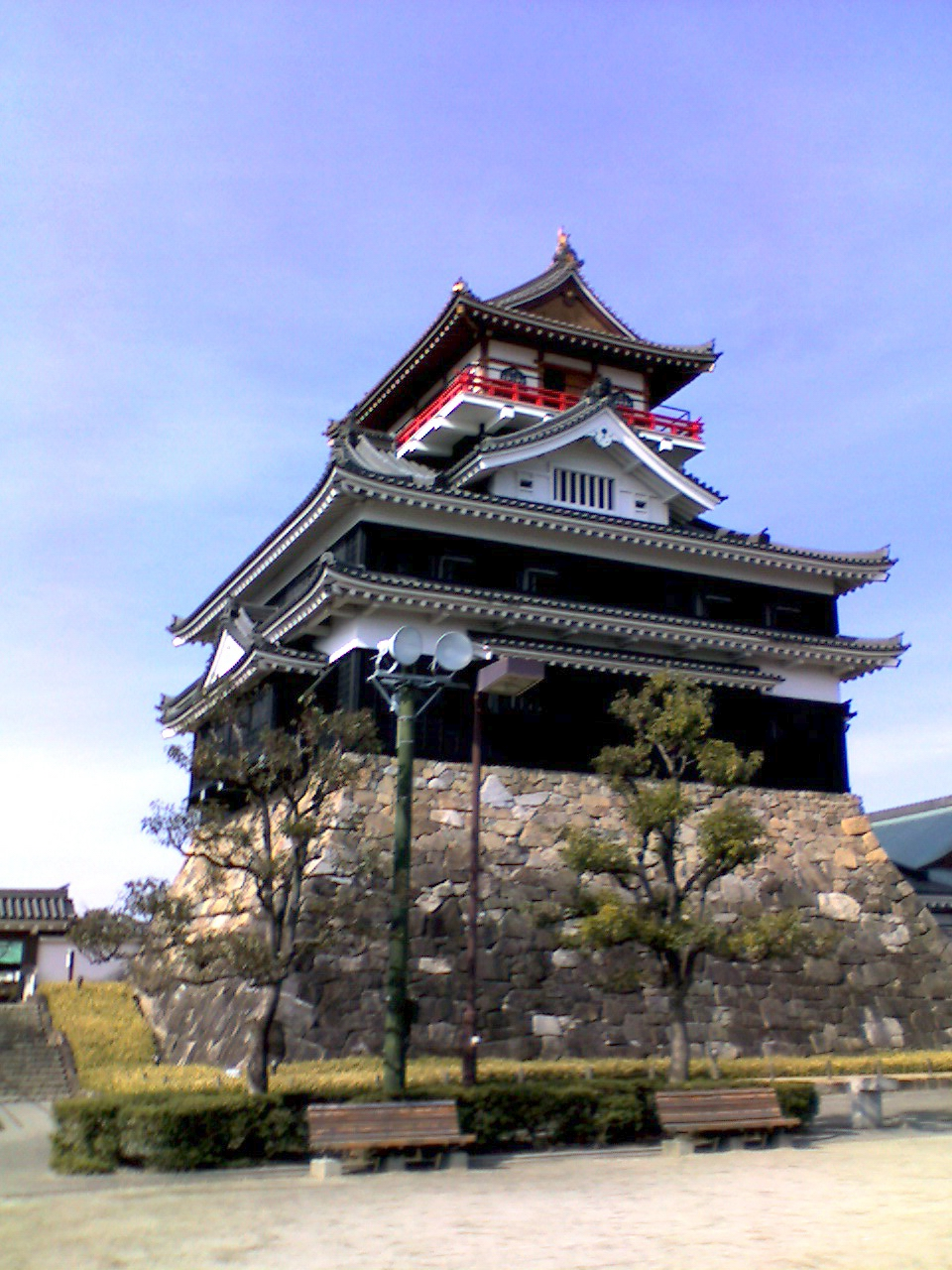
清洲城（公園側）
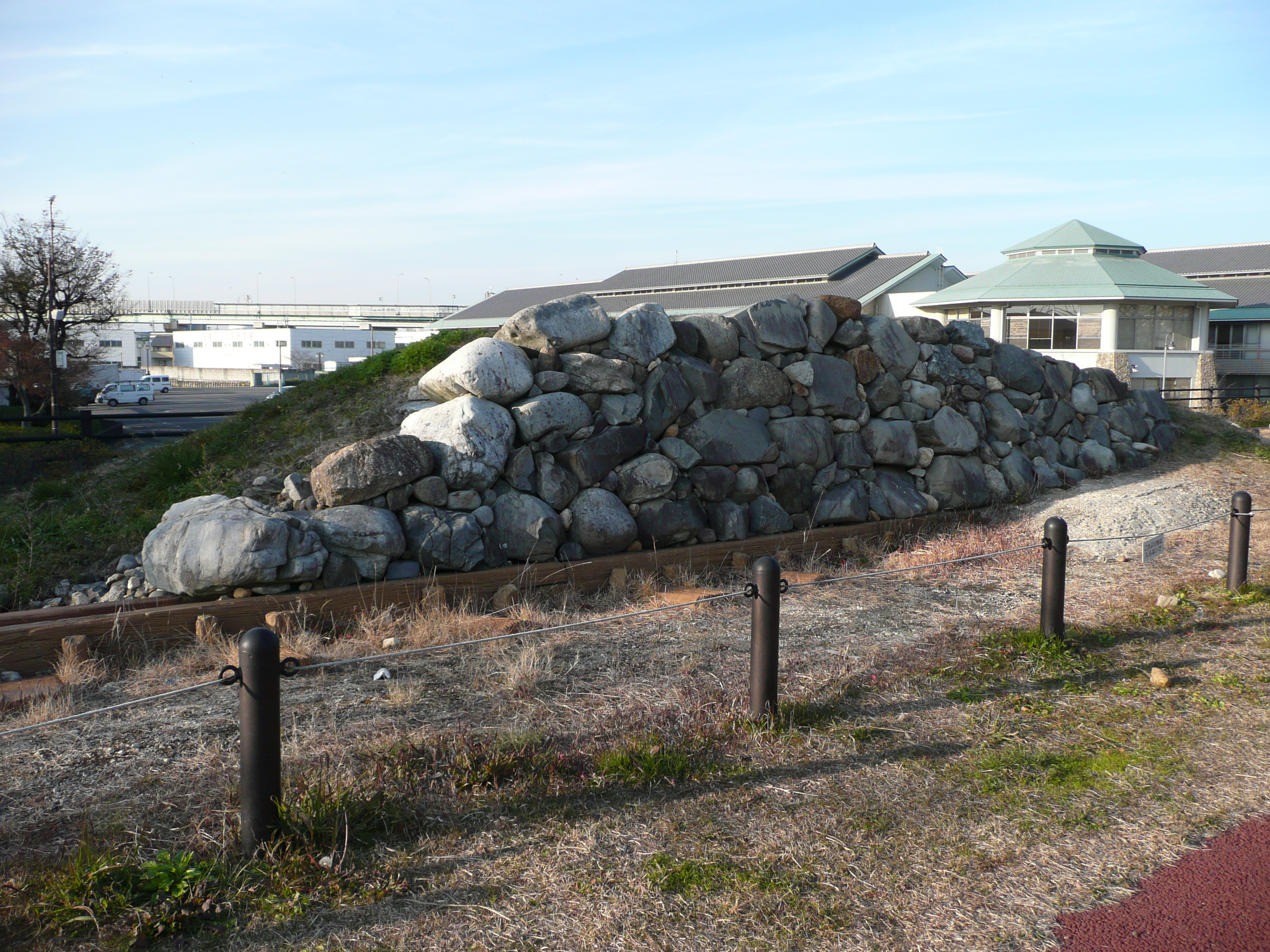
清洲城の石垣
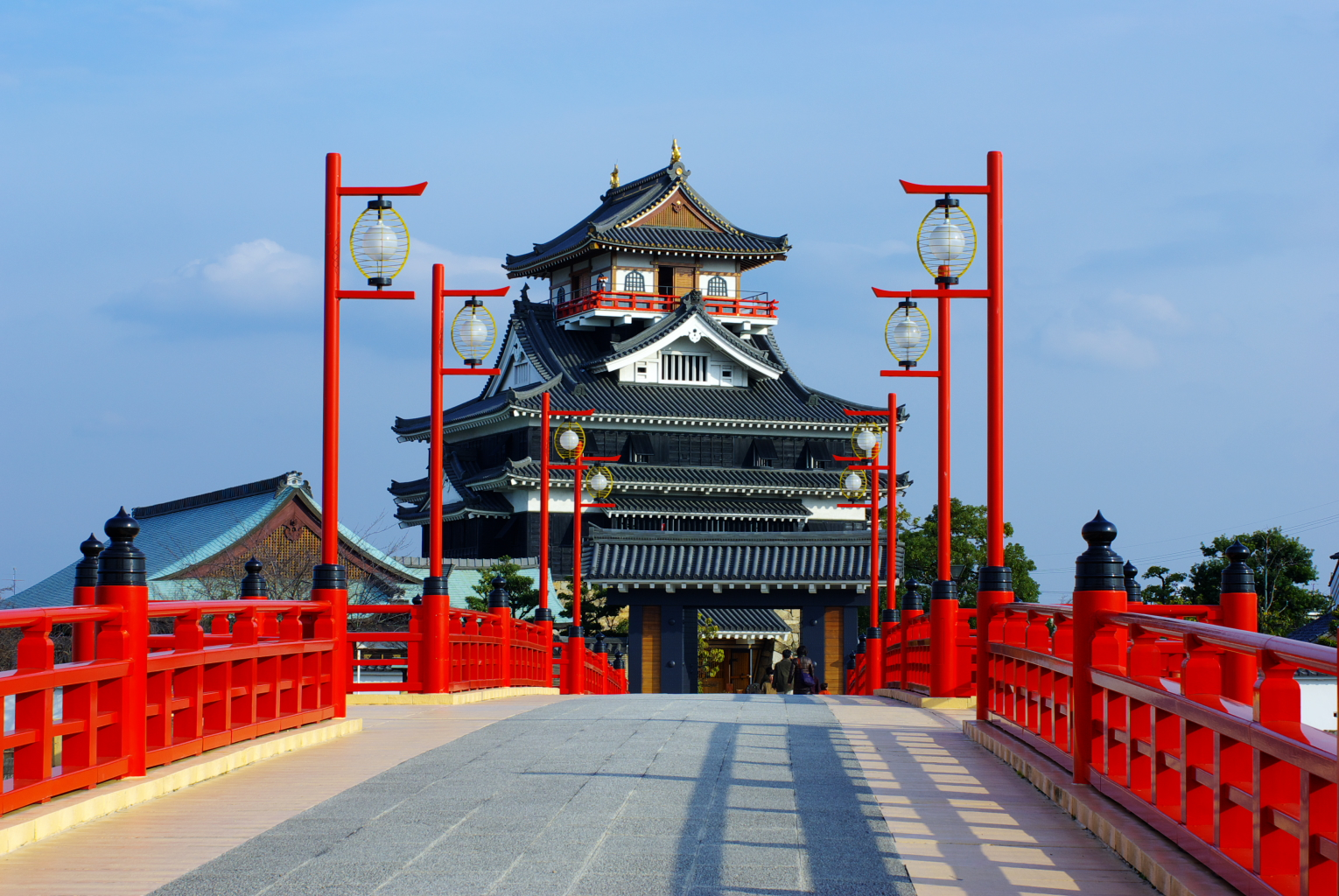
清洲城模擬天守と大手橋
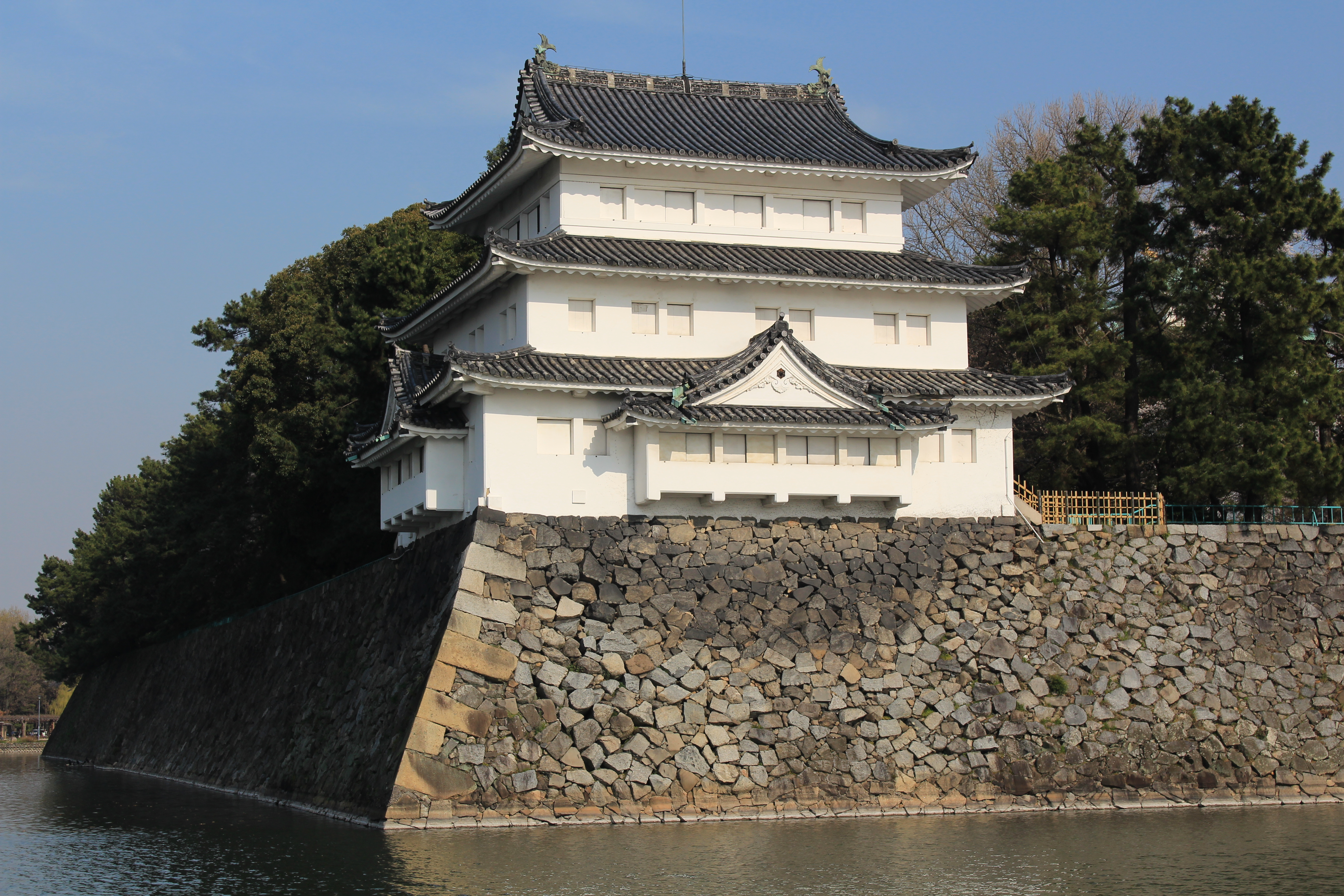
名古屋城西北隅櫓（清洲櫓）北西より
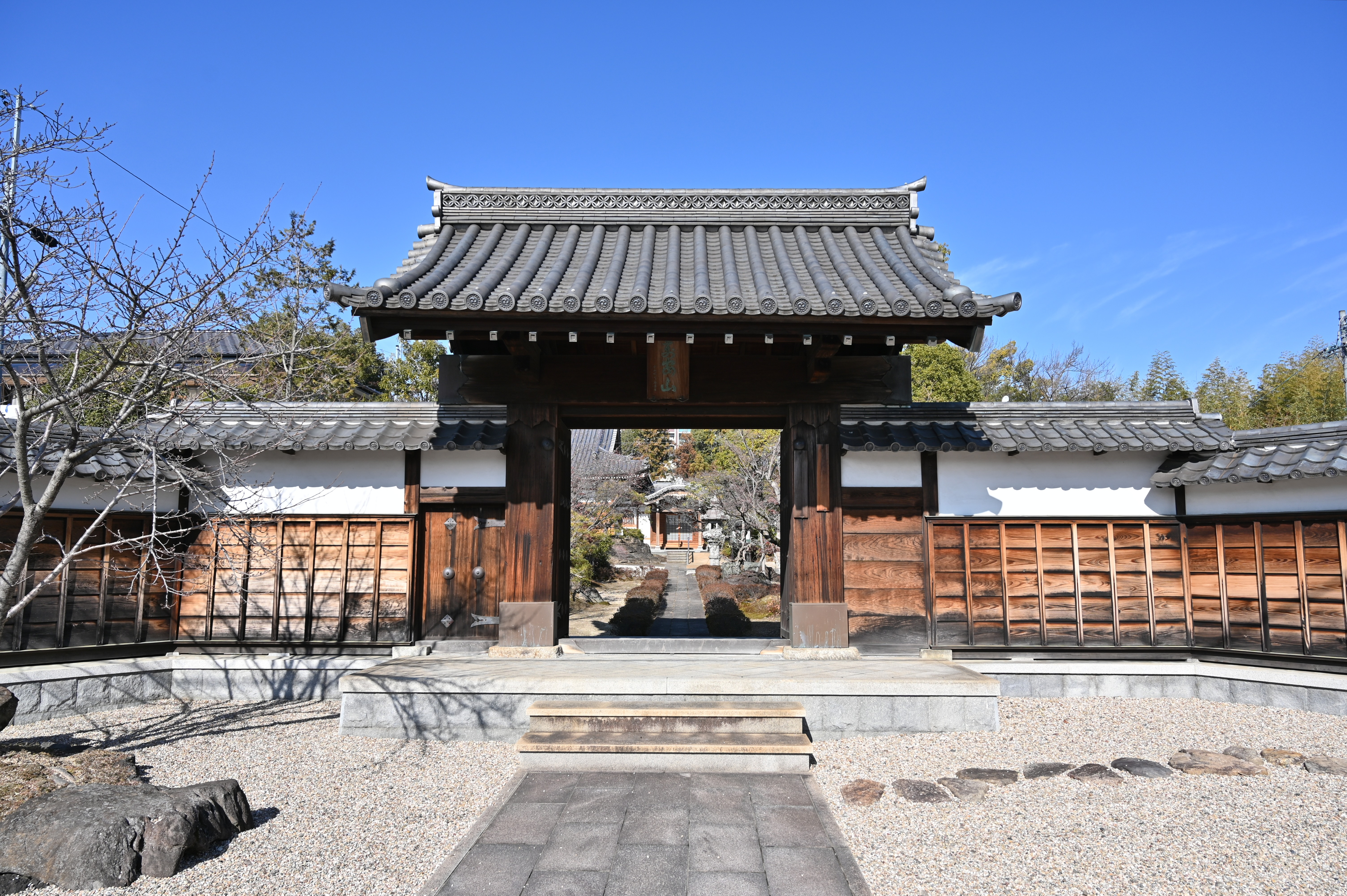
清洲城の城門を移築したと伝わる良福寺山門（愛知県尾張旭市）

## 清洲城と天正大地震
昭和63年（1988年）度に実施された五条川河川改修に伴う発掘調査で、清洲城下に新旧2回の地震による液状化の痕跡が発見され、新期のものは濃尾地震、旧期のものは、天正13年11月29日（1586年1月18日）の天正地震による可能性が高いことが判明した。これにより、前述の天正14年（1586年）に信雄によって行われた清洲城の大改修は、天正地震が契機だった可能性が高いと考察された。

## 清須と清洲

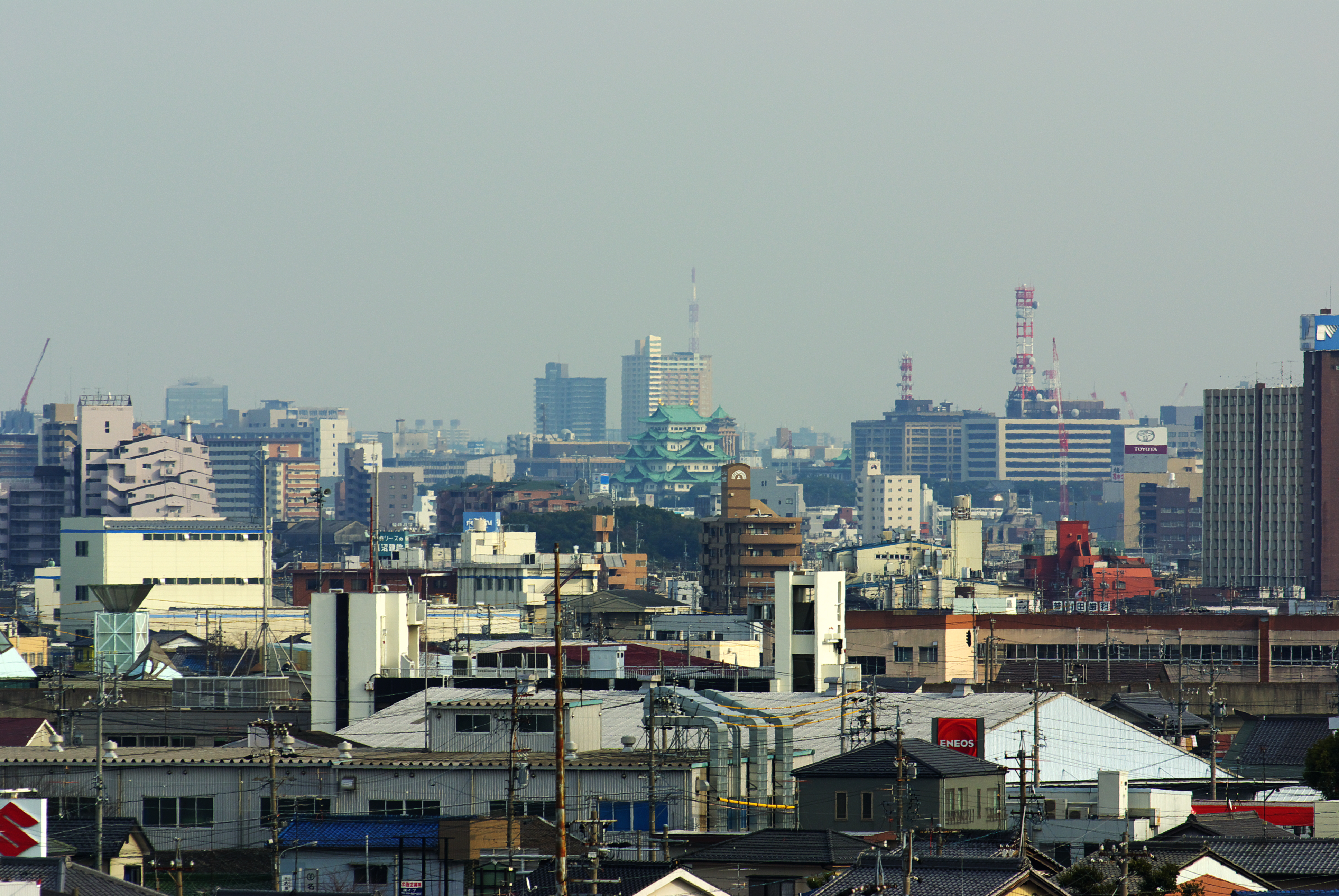
現代にみる清洲越しの距離感。清洲城模擬天守からみた名古屋城（写真中央部）。2009年2月。

地域や城郭の名称として「キヨス」を表記する際「清洲」を使う場合と「清須」を使う場合がある。どちらも正しく、同じ地域や城を示している。伊勢神宮領を記録した14世紀中頃の『神鳳鈔（じんぽうしょう）』に「清須御厨（きよすみくりや）」として記載されているのが最古の記載としているが諸説ある（「清須市」も参照）。『信長公記』では「清洲」、『三河物語』では「清須」と記載されている。